# Поворотник вапняковий
Поворотник вапняковий (Calliergonella cuspidata) — вид мохів порядку гіпнобрієвих (Hypnales).

## Поширення
Ареал охоплює такі частини світу: Європа.